# Bohdanivka, Șostka
Bohdanivka (în ucraineană Богданівка) este localitatea de reședință a comunei Bohdanivka din raionul Șostka, regiunea Sumî, Ucraina.

## Demografie
Componența lingvistică a localității Bohdanivka
     Ucraineană (95,04%)
     Rusă (4,85%)
     Alte limbi (0,11%)
Conform recensământului din 2001, majoritatea populației localității Bohdanivka era vorbitoare de ucraineană (95,04%), existând în minoritate și vorbitori de rusă (4,85%).